# Zavatkay György
Zavatkay György (Nagykemence, 1630. április 23. – Nagyszombat, 1675. május 13.) bölcseleti doktor, Jézus-társasági áldozópap és tanár.

## Élete
1651. november 11-én lépett a rendbe. Tanította a grammatikát, a humaniorákat, a bölcseletet 1667-ben és a Biblia magyarázatot Nagyszombatban. Csaknem egész életét a nagyszombati rendházban töltötte. Egyik 1672. március 7-én kelt levelében Rottal János gróftól kért segítséget Pázmány Péter imádságos könyvének kiadásához.

## Munkája
- Regia Laureata Reduci ab exilio sapientiae exstructa... 1667, Tyrnaviae